# Aït-Smail
Aït-Smail est une commune de Kabylie, située à l'est de la wilaya de Béjaïa.

## Géographie

### Situation
Elle se trouve à 60 kilomètres au sud-est de Béjaïa.
| Tizi N'Berber    | Tizi N'Berber | Taskriout |
| Aït Tizi (Sétif) | Aït-Smail     | Taskriout |
| Draâ El-Kaïd     | Taskriout     | Taskriout |

### Relief, géologie, hydrographie
Aït-Smail est entourée de nombreuses montagnes dont Takoucht est le plus haut sommet de la wilaya, culminant à environ 1 896 mètres d'altitude.

### Lieux-dits, quartiers et hameaux
Outre son chef-lieu Taregregt, la commune d'Aït Smaïl est composée des localités suivantes : Aghdir, Tacherouft, Lanasseur, Ait Tamghart, Ait Aissiout (Ait/Ouled kheniche), Tafraout, Ighil Wulli, Tala Anane, Tala Ata, Tamesna, Boumegberr, Bouchaïb, Tizwal, Bourafâa, Boulataf et Tamelaht.

## Histoire
La commune aussi contient des traces de la présence romaine.
Elle a été séparée de la commune de Taskriout depuis 1984.
 (août 2013).
- Si vous ne connaissez pas le sujet, laissez ce bandeau (vous pouvez alors contacter les auteurs).
- Si vous supprimez le contenu mis en cause (vous pouvez préalablement contacter les auteurs),

argumentez précisément cette suppression dans la page de discussion
(un manque de référence n'est pas un argument ; une recherche réelle de référence doit avoir été effectuée, être formellement documentée).

### Aperçu historique sur la Région d'Ait Smail
L’histoire de la commune remonte au VIIe siècle de l’hégire (1200) avec l’avènement des Almoravides, issus d’une dynastie berbère originaire du sud marocain (Sakia el Hamra).
La tradition orale locale raconte que les populations des deux communes actuelles (Taskriout, Ait smail) dont les principales tribus au nombre de cinq : les Ait Taissiout, Ait Abala, Ait Mbarek, Ait Idris, Ait Tssakhriwt et Ait Ali Oumhend seraient les descendants de smail d'où la dénomination des Ait Smaal. 

Smaal choisit le lieu-dit Tizwal pour s’y installer avec ses enfants M’Barek, Idriss, Aissa, Abdellah et Ali;  père et héritiers vivant en communauté et solidaires jusqu'à ce que Smaal se remaria avec une femme originaire de la grande Kabylie . Tassakhriout ; de coutume on n'appelait pas une femme par son prénom mais on utilisait très souvent un nom lié à son origine tribale ou de la région d’où elle était originaire. En l’occurrence soit elle appartenait à une tribu du nom de Sakhri ou une région de Kabylie des Ait Skhar mais on ne connait pas son vrai prénom, cas vraisemblablement identique pour les Ait Taissiout qui probablement tiraient leur dénomination d'une femme du clan de Smaal peut-être originaire d'une tribu, les Ait Aissa ou bien en rapport avec l'origine  régionale de celle-ci.
Les enfants de Smaal issus de sa première épouse, mécontents, à la suite du remariage de leur père, décidèrent de se séparer et de vivre chacun de son côté, ils s’installèrent chacun dans une région d’où la dénomination des actuels villages.
Les descendants de Smaal formèrent des tribus  et avant le règne turc étaient déjà organisés socialement et politiquement.
Ils dépendaient géographiquement du district ‘Basse Tribu' en l’occurrence de la Haute tribu sur le plan de l’altitude d’où la haute et la basse Kabylie petite et grande par la suite.
Au début du règne turc, Ait Smail était représenté au niveau du district basse tribu par Bedhouche et Oumai.
Le Chikh, à qui revenait l’honneur de représenter toute la localité pour une durée d’un an, la succession au pouvoir se faisait, démocratiquement, à tour de rôle entre les cheikhs des différentes tribus, qui forment à ses côtés un conseil.
- Ait Mebarek.
- Ait Idriss.
- Ali Oumhend.
- Ait Abdellah
- Ait TAissiout.

La région des Ait Smail qui s’étend principalement sur la rive occidentale de l'oued Agrioune présente de nombreux vestiges témoignant  de la présence humaine depuis l'Antiquité à l'instar des ruines romaines de Timridjine et la route romaine de Kafrida. La présence du travail de l'agriculture  des oliviers séculaires  plantés en ordre sur un espace large qui démontrent la présence d'une organisation non paysanne (en petite parcelle).

### Premier partage du territoire
Le premier partage de la commune remonte aux premières conquêtes musulmanes de la région. C’était au temps de Smail.
Il partagea entre ses différents fils de telle sorte qu’ils occupent les différents points stratégiques. Cela constituait des sites défensifs si nécessaire en ces temps de guerres tribales.
Quant à Ait-Sakhriouth, la partie leur revenant découle du droit musulman de la femme à l’héritage. C’est ce qui explique sa faible dimension.

### Second partage et repère des premières implantations
Bedhouche se sentant lésé par son oncle Oumaï part en direction d’Issahliyen. Arrivé à Ait Aissiout, il rencontre une vieille femme (une Romaine d’après les contes) avec qui il se marie. Femme riche, elle occupe la partie nord d’Ait Aissiout. D’où la division d’Ait Aissiout en deux : Ait Tamghart et Ait Khenniche.
1re conclusion : C’est à cette période-là que débutèrent les premiers conflits de cette commune qui vont durer pour toujours. Surtout que le physique (les frontières entre les différentes franges) ne permet aucun rapprochement.
- Limite entre Bedhouche et Oumaï : Ighzer oughioul vers le sud, Ighzer n gourine vers le nord.
- Limite entre Bedhouche et Ait Tamgharth : Ighzer Abaïd.
- Limite entre Ait Tamgharth et Ait khenniche : Tizi illilli.

## Vie quotidienne
Une part importante de la population locale du village ont émigré vers l'intérieur du pays ou à l'étranger (France), compte tenu du manque de ressources dans la région.

## Patrimoine
Il y a des tunnels comme : L'maden n bou tadarth, L'maden n bou lehkoul, L'maden ni abassen, datant de l'occupation française, et situé sur le côté sud du massif rocheux:  Adrar N'fad, et on a également trouvé des blocs de pierre datant de l'époque romaine à Agwni Guarkou.

## Personnalités
- Sidi M'hamed Bou Qobrine, (1720-1793), fondateur de la confrérie soufie Rahmaniya;
- Salah Derradji (1961-), docteur en didactique des langues et sénateur algérien, est né à Aït-Smail.

## Sources, notes et références
1. ↑  Code des agglomérations : 5e recensement général de la population et de l'habitat, vol. 169/2012, Alger, Office national des statistiques, coll. « Collections statistiques », 2012, p. 26.
2. ↑  « Wilaya de Béjaïa : répartition de la population résidente des ménages ordinaires et collectifs, selon la commune de résidence et la dispersion ». Données du recensement général de la population et de l'habitat de 2008 sur le site de l'ONS.
3. ↑  « Décret no 84-365 du 1er novembre 1984 fixant la composition, la consistance et les limites territoriales des communes », Journal officiel de la République algérienne démocratique et populaire, no 67,‎ 19 décembre 1984, p. 1484 (lire en ligne).